# Ezüst György
Ezüst György (Békéscsaba, 1935. április 4. – 2017. június 21.) többszörösen kitüntetett festő.

## Életpályája
A békéscsabai Rózsa Ferenc Gimnáziumban érettségizett, majd első ismereteit a képzőművészet területén Mokos József festő helyi szabadiskolájában szerezte meg. Ezután az egri tanárképző főiskolán tanult a szintén békéscsabai származású Jakuba János keze alatt. Ezt követően a Magyar Képzőművészeti Főiskolán képezte magát tovább, ahol 1971-ben diplomázott. Azóta Budapesten élt. 1973 és 1987 között a Toldy Ferenc Gimnázium rajztanára volt.

## Stílusa
Az alföldi hagyományok folytatója. Paraszti témájú képeinek modelljeit, a tanyák életét, a munkaeszközöket részletező pontossággal, neorealista felfogásban festette meg, majd e stílustól az évek során fokozatosan eltávolodó művész nagy számú önálló és válogatott csoportos kiállítást tudhat maga mögött. Urbánus képein több irányzatot, technikát kipróbált (pop-art elemek, kollázs).

## Díjai, elismerései
- 1962-ben Munkácsy-emlékplakett
- 1963-ban Szeged város díja
- 1967-ben Medgyessy-emlékérem
- 1971-ben Békéscsabai Városi Tanács Különdíja
- 1976-ban Nagymaros Plakett
- 1980-ban HM különdíj
- 1981-ben Országos Portré Biennálé, bronz diploma
- 1986-ban SZOT-díj
- 2003-ban A Magyar Köztársasági Érdemrend lovagkeresztje